# Strażnik Wieczności

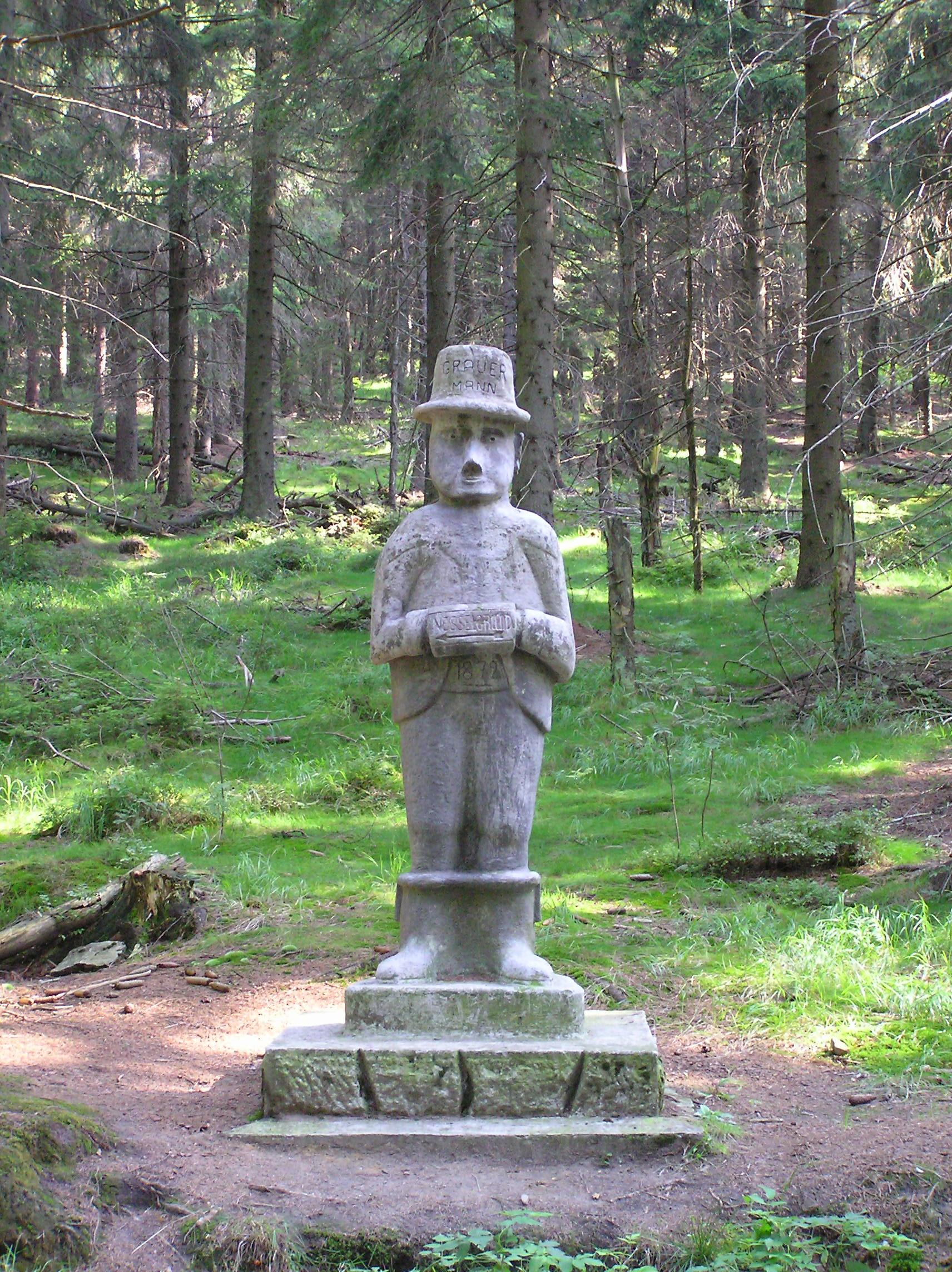
Strażnik Wieczności – Grauer Mann

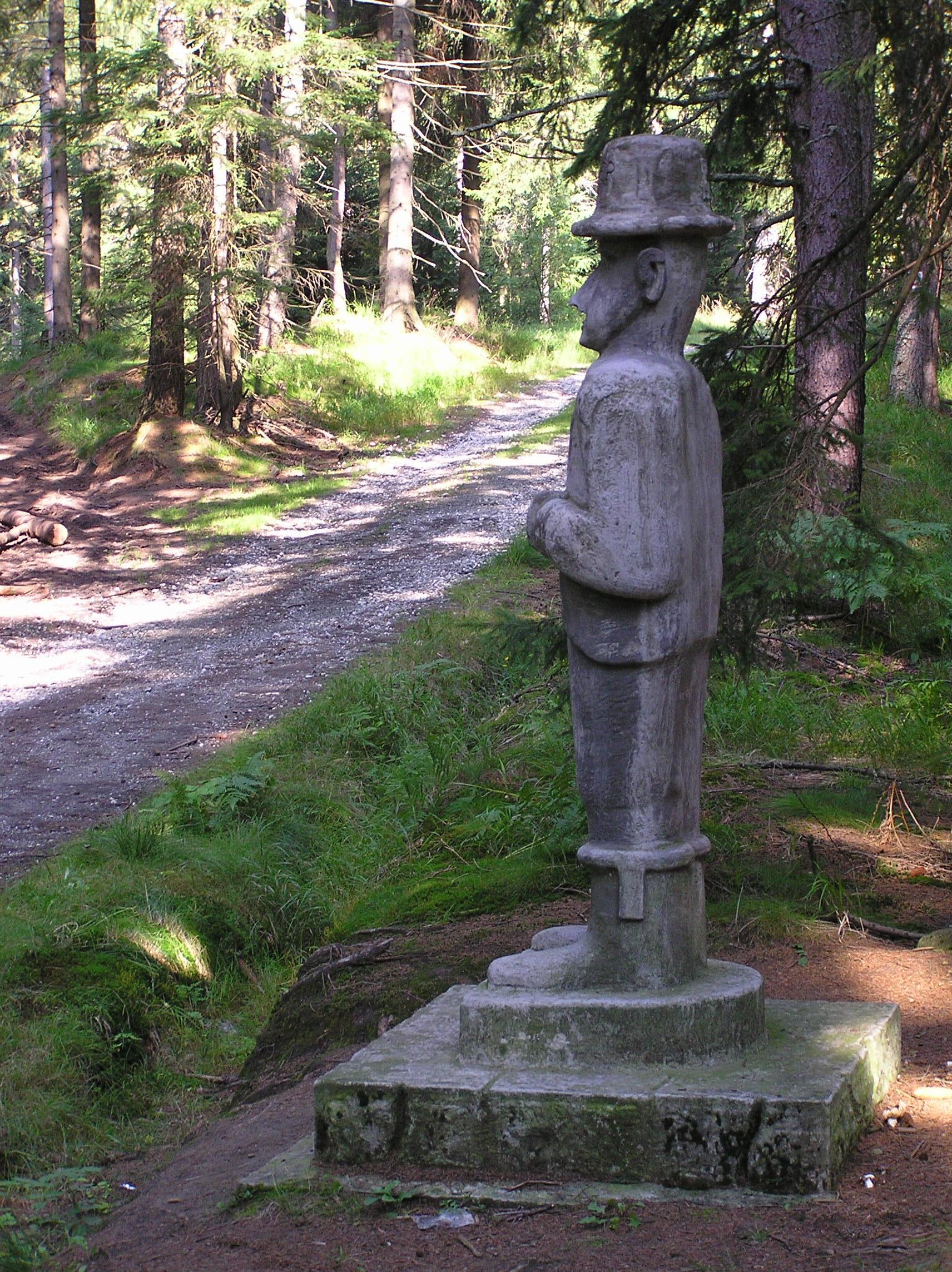
Widok z boku

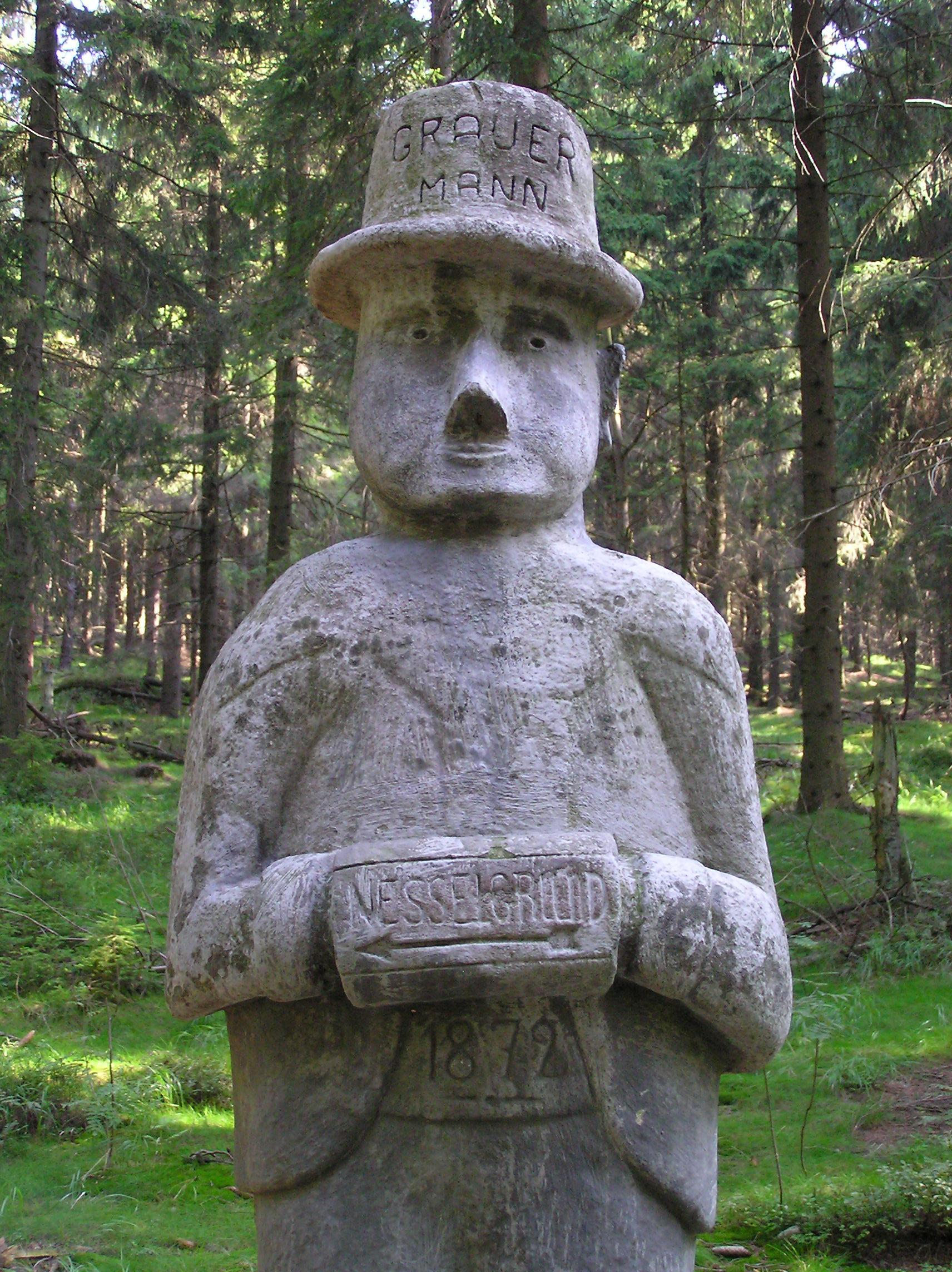
Szczegóły

Strażnik Wieczności (dawniej też Szary Mężczyzna, Kamienny Mężczyzna; niem. Grauer Mann) – kamienna figura przedstawiająca wyprostowanego mężczyznę w kapeluszu, stojąca na początku tzw. Drogi Wieczności w Górach Bystrzyckich (5,5 km drogi prostoliniowo łączącej Pokrzywno z Hutą). Powstała w miejscu, w którym w czasie zamieci zamarzł mieszkaniec jednej z okolicznych wsi (prawdopodobnie w 1872 – taką datę wyryto na rzeźbie). Przez wiele lat figura służyła jako drogowskaz do pobliskiej wsi Pokrzywno (Nesselgrund), której niemiecka nazwa wraz z wyrytą strzałką znajduje się na mufce, okrywającej złożone na brzuchu ręce mężczyzny.
Rzeźba została zniszczona w końcu lat 60. bądź w 1975 (najpierw utrącono nos, a następnie głowę), a jej resztki skradzione. W 1989 została zrekonstruowana przez Andrzeja Pękalskiego przy pomocy członków Studenckiego Koła Przewodników Sudeckich – Zbigniewa Osińskiego i Jacka Pawłowskiego.